# جون لوك (مؤلف)
جون لوك (بالإنجليزية: John Locke)‏ (1951، سان خوان في الولايات المتحدة)؛ كاتب وروائي أمريكي.